# Valentin Evrard
Valentin Evrard, né le 25 mai 1992 est un arbitre fédéral assistant français de football. Il est licencié au Football Club Liancourt Clermont.

## Biographie

### Carrière d'arbitre
Valentin Evrard, arbitre français originaire de l'AS Breuil-le-Ver est licencié au Football Club Liancourt Clermont. Il est nommé arbitre fédéral assistant 2 le 1er juillet 2019 puis promu arbitre fédéral assistant 1 pour la saison 2023/2024 et arbitre alors très régulièrement en Ligue 1,.

#### Une reconnaissance au niveau international
Le parcours de Valentin Evrard ne s’arrête pas aux compétitions nationales puisqu'il a été désigné pour accompagner Pierre Gaillouste en tant qu’arbitre assistant lors d’un match qualificatif pour l’Euro U17 entre l’Écosse et le Pays de Galles, dans le cadre du groupe B.

## Statistiques*
*Comprenant les rôles d'arbitre central, arbitre assistant et arbitre VAR
| Catégorie         | Nombres de Matchs | Catégorie                            | Nombres de Matchs |
| Ligue 1           | 84                | BGL Ligue (Luxembourg)               | 1                 |
| Ligue 2           | 59                | UEFA Conference League               | 1                 |
| National          | 48                | UEFA Conference League Qualification | 1                 |
| National 2        | 8                 | UEFA Euro qualifying U21             | 2                 |
| National 3        | 6                 | UEFA Euro qualifying U17             | 3                 |
| Coupe de France   | 11                | Liga Portugal                        | 1                 |
| Coupe de la Ligue | 2                 | Amicaux internationaux               | 2                 |
| ----------------- | ----------------- | ------------------------------------ | ----------------- |